# Église Saint-Judoce de Saint-Judoce
L'église Saint-Judoce est un ancien  édifice situé à Saint-Judoce, en France.

## Localisation
L'église est située sur le territoire de la commune de Saint-Judoce,  au lieu-dit Le Bourg, dans le département  des Côtes-d'Armor, en région Bretagne.

## Description
Église du XIIe siècle avec porte romane et croisée gothique. Sur la porte d'entrée, une inscription mentionne Dieu pardonne à Ville Es Mieres.
Elle est mentionnée dès le milieu du XIIe siècle, l’église a conservé quelques vestiges de l'époque romane, le plus visible étant l’étroite fenêtre murée dans le pignon ouest. L'édifice est reconstruit en grande partie au XIVe siècle. C’est de cette époque que date son portail ouest et le clocheton à jour. Une sacristie est ajoutée au XVIIe siècle. Le chœur est partiellement reconstruit à partir de 1740. Elle est désaffectée en 1924 à la suite du déplacement du centre du bourg et de la construction d’une nouvelle église. Autrefois dotée d’un riche mobilier, elle est ruinée par un incendie en 2000 et n'a désormais plus de toiture.

## Historique
L'église est inscrite partiellement (porte d'entrée) au titre des monuments historiques par arrêté du 10 novembre 1925.

## Galerie

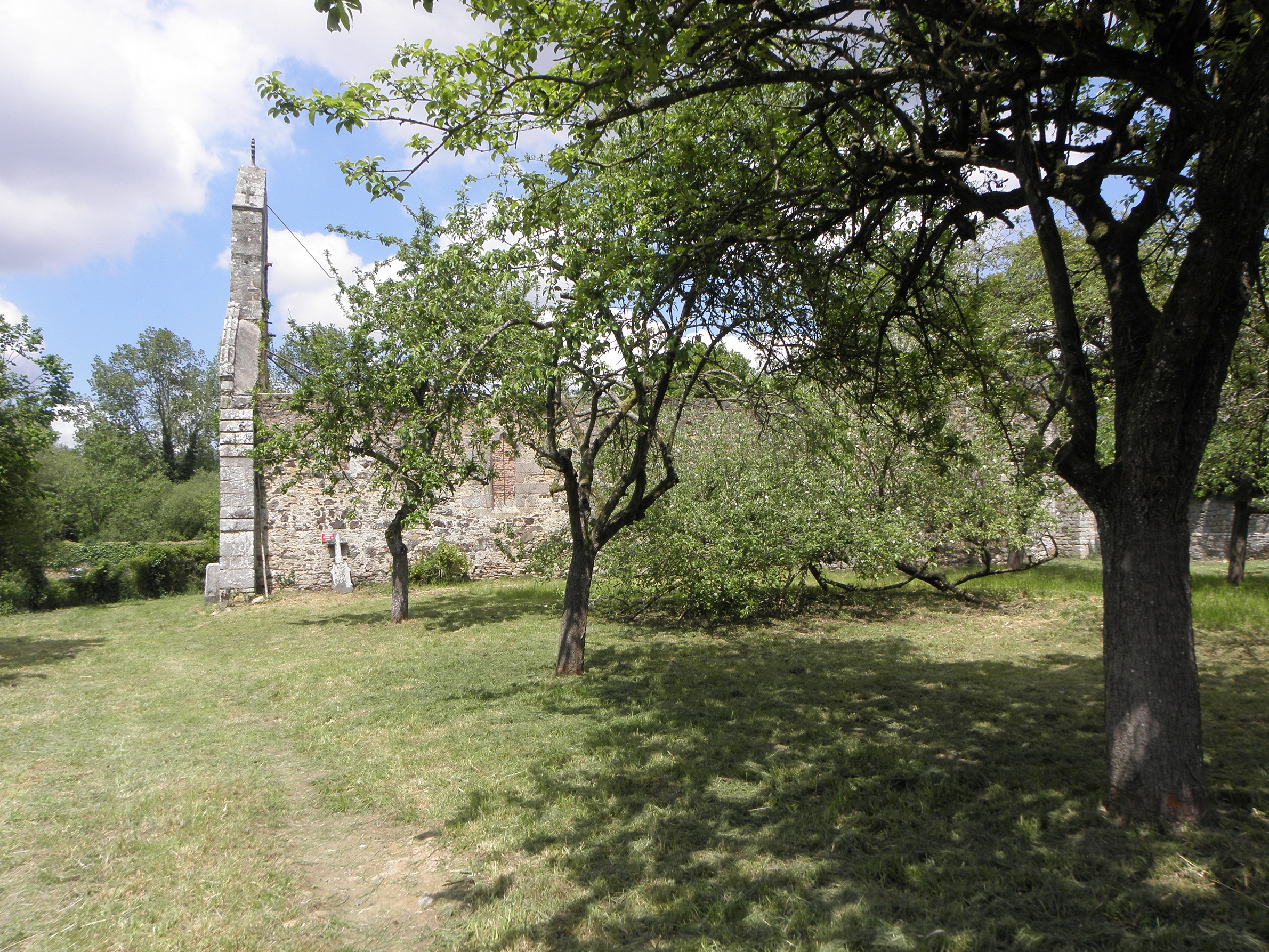
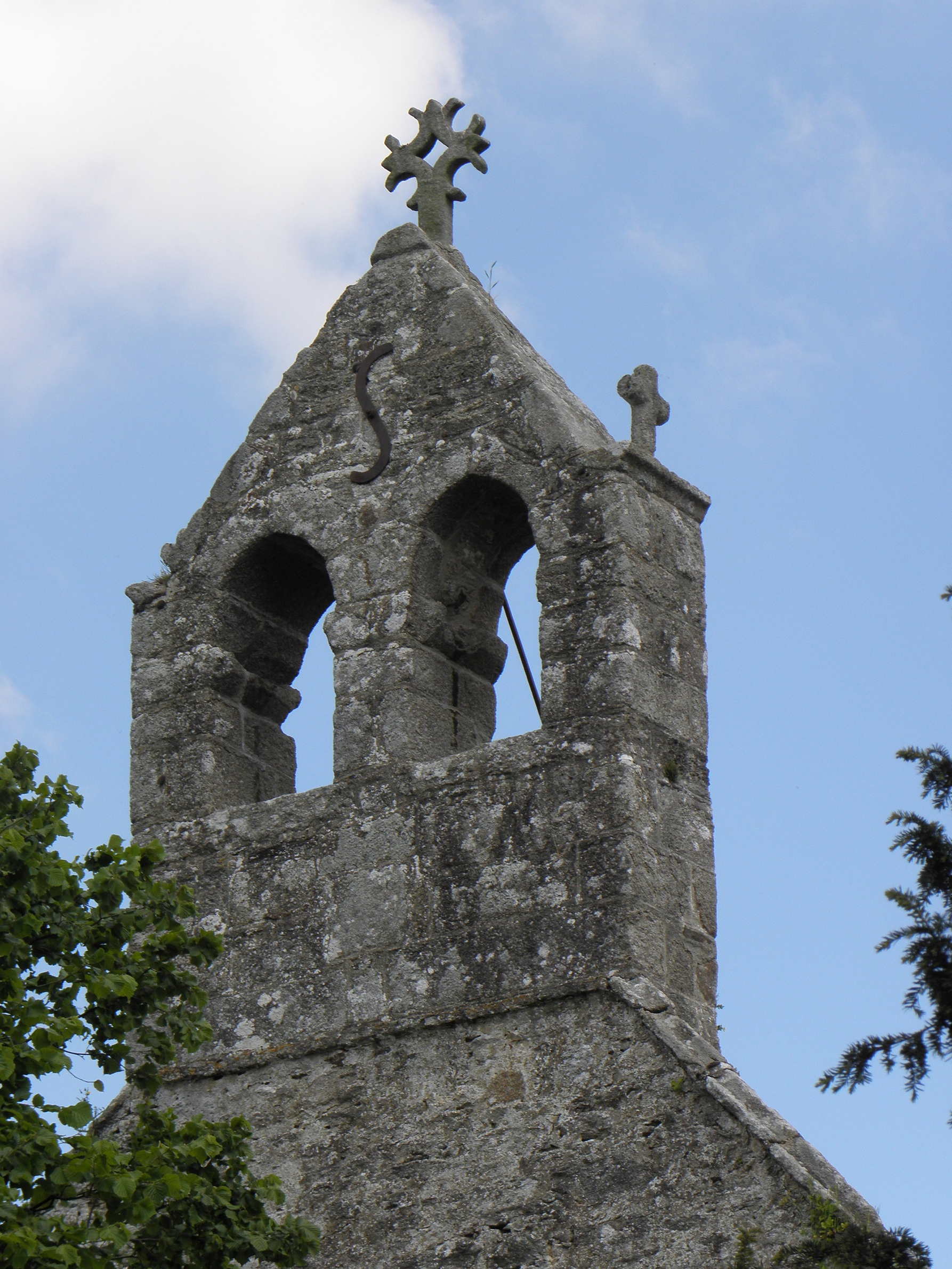
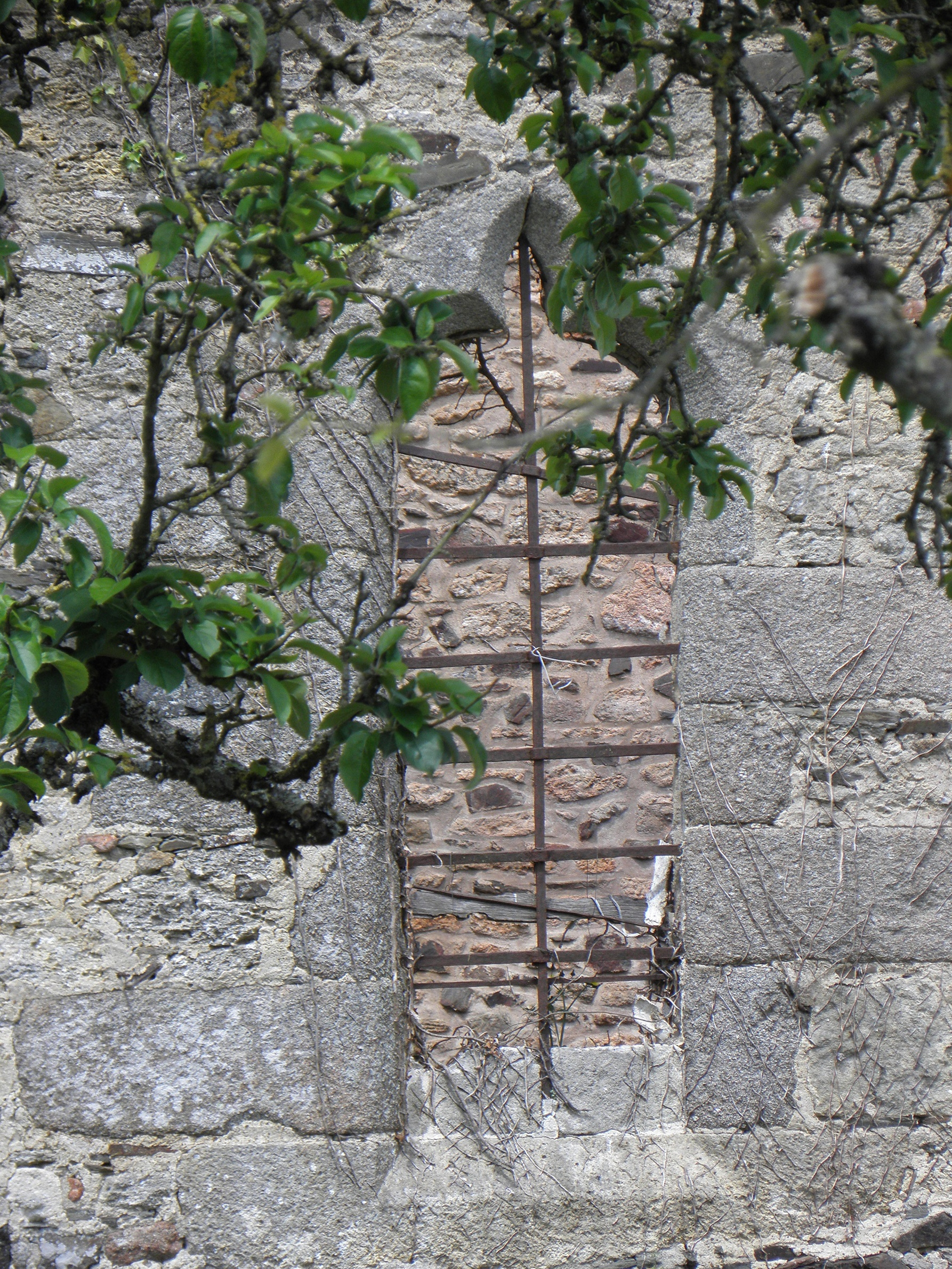
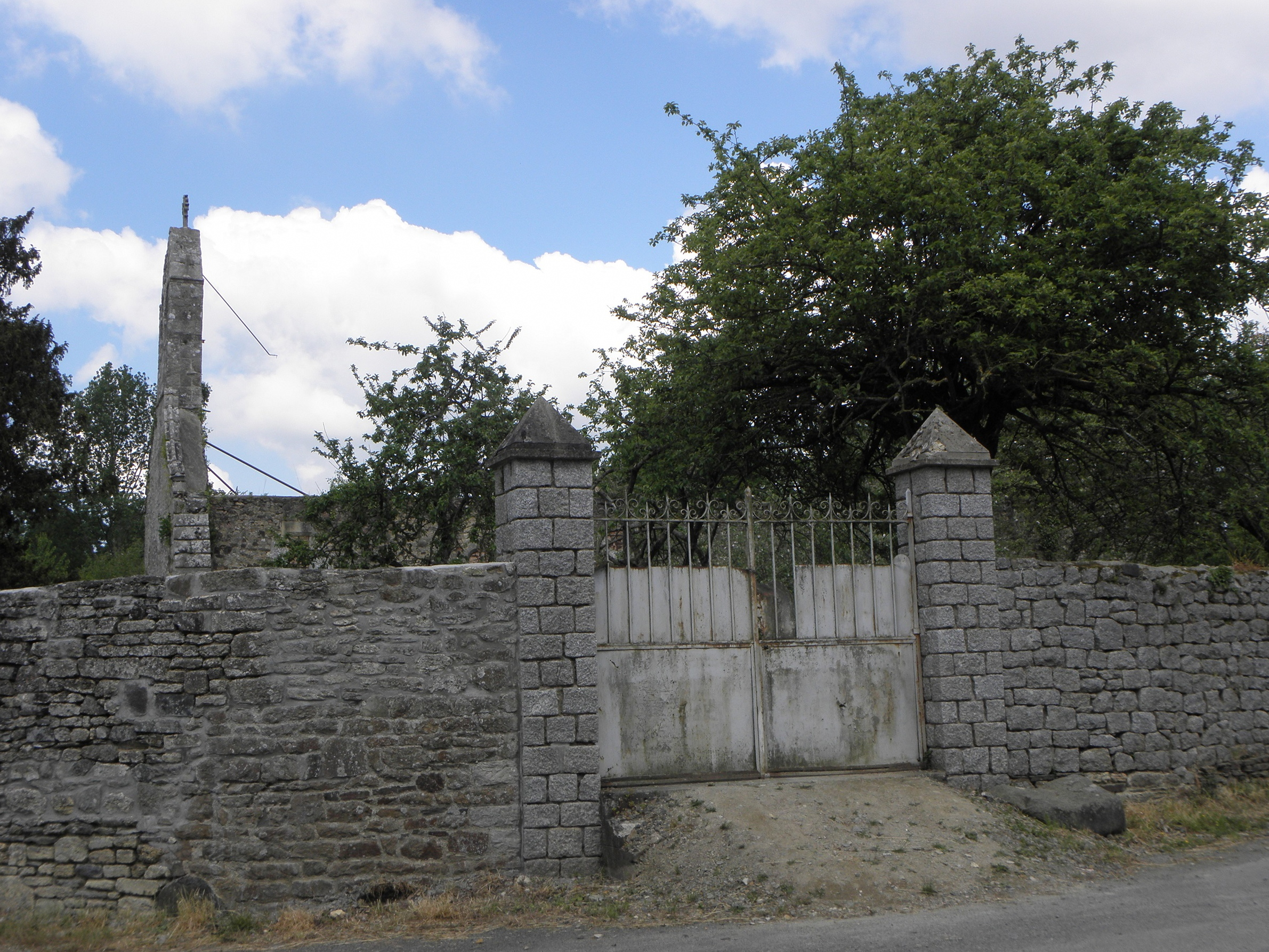